# 세바스티안 레르도 데 테하다
세바스티안 레르도 데 테하다(Sebastián Lerdo de Tejada y Corral, 1823년 4월 24일 ~ 1889년 4월 21일)는 멕시코의 판사이자 멕시코의 대통령이었다.

## 배경
그는 베라크루스, 할라파에서 크리올 가족의 아들로 태어났다. 푸에블라에 있는 팔라팍시아노 신학교에서 장학생으로서 신학을 5년간 공부한 뒤, 그는 소품을 받았지만 성직에 들어가지 않았다. 1851년에 그는 법 학위로 멕시코 시티에 있는 성 일데폰소 대학을 졸업했다.
1855년에 그는 대법원전에 검사로 재임했다. 그는 자유주의지 지도자와 베니토 후아레스의 지지자로 알려지게 되었다. 1857년에 그는 이그나시오 코몽포르트하에서 세 달동안 외무부장관을 했으며 1861년에 그는 하원 의장이 되었다. 그는 영국에 빚 상환을 계속하기 위한 위케-사마코나 회의를 반다했다. 이 회의는 의회에서 무효로 되었다.
프랑스 개입과 황제 막시밀리안 통치 동안 그는 공화당원으로 충성을 다했으며, 그 국가적인 저항을 지휘함에 있어 활발한 역할을 했다. 프랑스 침략자들을 마주 대한, 공화국 정부는 1863년 5월 31일에 수도를 버릴 것을 명령했다. 그 정부는 나라안에 한 장소 혹은 또다른 곳에서 지속되었지만, 막시밀리안의 통치 동안 결코 그 나라를 떠나지 않았었다.
1863년 9월 12일에 산루이스포토시주에서 레르도 데 테하다는 후아레스의 내각에 외무, 내각, 법무부 장관을 명명되었다. 그는 1871년 1월 17일, 1868년 1월 14일, 1863년 9월 11일까지 세 직의 자리를 각각 유지했었다. 프랑스 점령과 막시밀리안의 두 번째 제국을 통틀어, 레르도 데 테하다는 대통령 후아레스의 가장 가까운 동료이자 벗이었다. 1865년 11월 8일에 그는 전쟁의 끝까지 후아레스의 임기를 확장한다는 법령에 서명했다. 그렇게 함에 있어, 그는 후아레스를 승계하길 바랐던, 장군 헤수스 곤잘레스 오르테가의 주장을 반대했다.
1865년에 공화국의 승리로, 레르도 데 테하다는 동시에 외무, 내무부 장관과 국회의원, 대법원장이 되었다. 1871년에 그는 공화국의 대통령 후보였지만 후아레스의 승리 뒤에 그는 대법원으로 돌아왔다.

## 대통령
대법원장으로서, 그는 1872년 7월 18일에 후아레스의 죽음 후 대통령직을 승계했다. 이것은 그를 임시 대통령으로 만들었지만, 의회는 곧 그를 대통령으로 선출시켰다.
레르도는 기본적으로 변화없이 후아레스의 내각을 유지했으며 제한적으로 사면 법을 공표했다. 그의 임기 동안, 그는 그 나라에 평화를 회복하는데 있어 상당한 성공을 거두었으며 철도의 건설을 시작했다. 1873년 1월에 베라크루스부터 멕시코 시티까지 철도가 발족되었다. 장군 라몬 코로나가 라 모호네라에서 폭도 사시케 마누엘 로사다를 패배시켰으며, 테픽은 평화를 회복했다. 로사다는 그 전투에서 죄수를 잡아들였다. 1873년 9월 25일에 개혁법이 통과되었다. 자선단이 멕시코로부터 축출되었다. 1874년에 4척의 전쟁 기선이 고객 서비스 권리를 획득했다. 레르도는 또한 공화국 상원을 재건하였다.

## 예수회 추방
그는 베니토 후아레스의 뜻을 이어받아 개혁 정책을 추진하였는데, 개혁정책의 걸림돌이었던 가톨릭교회 예수회를 해산시키고 외국인 사제들은 추방시켰다. 이로서 이전까지 국가와 교회의 관계에서 교회가 우선이라는 등식이 깨어지고, 교회에 대한 국가의 우위가 고착화되었다. 그러나 포르피리오 디아스 집권 이후 가톨릭교회의 영향력은 다시 회복되었다.